# Joseph Conrad Chamberlin
Joseph Conrad Chamberlin (23 de desembre de 1898 – 17 de juliol de 1962) fou un aracnòleg estatunidenc que va estudiar principalment els pseudoscorpins. Nadiu de Utah, va estudiar principalment a Stanford i va treballar la majoria de la seva carrera dins de l'estat d'Oregon pel Departament d'agricultura dels Estats Units.
Chamberlin té diverses espècies anomenades en el seu honor.

## Biografia
Chamberlin va néixer a Salt Lake City, Utah, fill de Ole Chamberlin i Mary Ethel (Conrad) Chamberlin. Els seus pares eren descendents de les famílies mormones pioneres que es van establir a Salt Lake City, i era el seu primer nen. El pare de Joseph va morir l'any 1911, deixant la resta de la família (cinc persones) en un estat proper a la pobresa. Després un any d'institut, va deixar l'escola l'any 1914 per treballar per tal de donar suport la família. A l'octubre de 1918, Joseph va ser reclutat a l'Exèrcit dels Estats Units, però va caure malalt amb la pandèmia de la grip espanyola i mai va servir dins la Primera Guerra Mundial.
Després de tornar de l'exèrcit, Chamberlin va començar una carrera universitària a la Universitat de Utah quan el congrés va destinar finançament per veterans de la guerra. Al principi era un programa d'un any, que el congrés va expandir per cobrir quatre anys i Chamberlin va passar a estudiar a la Universitat Stanford per la recomanació del seu oncle, Ralph Vary Chamberlin. Va ser acceptat com a cas especial, i va estudiar entomologia al Departament de Zoologia. El seu tutor a la Universitat Stanford era Gordon Floyd Ferris, un internacionalment reputat entomòleg del seu temps. Chamberlines va graduar l'any 1923 amb un grau de BA, i l'any 1924 va aconseguir el grau de mestre.
Chamberlin va començar a ensenyar després a la Universitat Estatal de San Jose abans de guanyar un PhD de Stanford l'any 1929. Aquell any, va començar a treballar pel Departament d'Agricultura dels Estats Units. El seu primer assignment amb el Departament era a l'estat d'Idaho, on va treballar fins que fou transferit a Modesto, Califòrnia l'any 1935. L'any 1936, es va traslladar a Oregon, on va treballar a una estació de camp a Corvallis. L'any 1939, Chamberlin fou transferit al Forest Grove, estació d'Oregon on va quedar fins a l'any 1961.
Va descriure diverses espècie mentre treballant amb el seu oncle Ralph. Joseph es va casar amb Clara Hya Gladstone l'any 1923 i van tenir 5 nens. Es van divorciar i ell es va tornar a casar a Charlotte el maig de 1944, 6 anys després del seu divorci.
Va morir a Hillsboro, Oregon.
Dos grups de gènere i onze espècies han estat anomenats en honor seu.

## Epònims

### Pseudoscorpions
Els següents pseudoscorpins (espècie, gènere, o subgènere) ha estat anomenats per Chamberlin.
- Apocheiridium chamberlini Godfrey 1927
- Fissilicreagris chamberlini (Beier 1931)
- Afrosternophorus chamberlini (Redikorzev 1938)
- Haploditha chamberlinorum Caporiacco 1951*
- Kleptochthonius (Chamberlinochthonius) Vachon 1952
- Pararoncus chamberlini (Morikawa 1957)
- Larca chamberlini Benedict & Malcolm 1978
- Cheiridium chamberlini Dumitresco & Orghidan 1981
- Chthonius chamberlini (Leclerc 1983)
- Chamberlinarius Heurtault 1990
- Hya chamberlini Harvey 1993
- Tyrannochthonius chamberlini Muchmore 1996
- Anysrius chamberlini Harvey 1998
- Rhopalochernes chamberlini Heurtault 1998

### Altres taxons
A més a més dels pseudoscorpins, altres taxons que van ser anomenats en honor de Chamberlin:
- Bulimulus chamberlini Hanna (Gastropoda)
- Centrioptera chamberlini Blaisdell (Tenebrionidae)
- Euagrus josephus R.V. Chamberlin (Araneae, Dipluridae)
- Euphorbia chamberlini .I M.Johnston (Euphorbia)
- Ticida chamberlini Van Duzee (Hemiptera, Dictyopharidae)
- Triphora chamberlini F. Baker, 1926 (Gastropoda, Triphoridae)[3]